# 82 до н. е.

## Події
- Луцій Корнелій Сулла змусив сенат обрати його римським диктатором на невизначений термін.

## Народились
- Верцингеторикс — вождь кельтського племені арвернів в Галлії.
- 28 травня — Марк Целій Руф, політик та красномовець часів Римської республіки.
- Публій Теренцій Варрон Атацинський — давньоримський епічний поет, предвісник неотериків.

## Померли
- Гай Марій Молодший — військовий і політичний діяч Стародавнього Риму консул 82 року до н. е., син полководця Гая Марія.
- Гней Папірій Карбон — політичний та військовий діяч Римської республіки, консул 85 року до н. е.
- Емілія Скавра — римська матрона часів Римської республіки.
- Квінт Муцій Сцевола — політичний діяч Римської республіки, великий понтифік з 89 до 82 року до н. е., консул 95 р. до н. е.